# Georges Dieulafoy
Pour les articles homonymes, voir Dieulafoy.
Paul Georges Dieulafoy, né le 18 novembre 1839 à Toulouse et décédé le 16 août 1911 à Paris, est un médecin français, titulaire de la chaire de pathologie interne à la faculté de médecine de Paris, président de l'Académie nationale de médecine. Il est connu pour ses travaux en pathologie digestive et en particulier sur la sémiologie de l’appendicite.

## Biographie
Paul Georges Dieulafoy est né à Toulouse, fils de Joseph Marie Armand Jules Dieulafoy qui était négociant et de Thérèse Eugénie Dammien. Il a un frère cadet, Marcel Dieulafoy qui est un archéologue réputé.
Il commence ses études à l'école de médecine de Toulouse où il est l’interne de son oncle, Paul Dieulafoy, professeur de clinique chirurgicale. C’est son exemple qui pousse le jeune Georges à s’engager dans la carrière médicale. De ce début en chirurgie, il garde un souvenir mitigé : « J’aurai été chirurgien, disait-il plus tard, si l’antisepsie avait alors existé »[réf. souhaitée]. Il supporte mal l’effroyable mortalité post-opératoire et se tourne vers la médecine interne.
Arrivé à Paris en 1863, avec une lettre de recommandations pour Armand Trousseau dont il connaît les Cliniques de l'Hôtel-Dieu (Hôtel-Dieu de Paris). Il suit chaque jour les visites du maître, dont il devint l’externe au concours de 1864. C’est dans ce service qu’il se lie d’amitié avec Maurice Krishaber (1836-1883) qui devint son ami intime et son collaborateur. L’année suivante, le 24 décembre 1865, Dieulafoy est nommé interne, avec la place de major devant Raphaël Lépine (1840-1919). Il suit son internat chez Alfred Velpeau, puis chez Sigismond Jaccoud à l’hôpital Saint-Antoine et enfin chez Pierre Charles Édouard Potain à l’hôpital de la Charité. Médaille d’Or, il a la possibilité de faire deux années d’internat supplémentaires.
Le 14 mai 1869, il soutient sa thèse dont le sujet — la mort subite dans la fièvre typhoïde — attire d'emblée l'attention, par la sagacité de son observation et le caractère saisissant de son exposé. Cette maladie est particulièrement fréquente, avant le captage des eaux de la Vanne et la construction du réservoir de Montsouris.
À cette époque de sa vie, Georges Dieulafoy fréquente les salons parisiens. Il est élégant, svelte, entretient sa forme physique dans les gymnases et les salles d’armes et sa compagnie était appréciée. Il a l’occasion d’être invité aux réceptions de l'Impératrice Eugénie qu’il accompagne à l’inauguration du Canal de Suez. Il en profite pour visiter l'Égypte. Pendant la Guerre franco-prussienne de 1870, il suit, comme médecin, un bataillon de marche aux combats de Buzenval puis du Bourget avant d’être affecté à une ambulance installée dans l’église de la Sainte-Trinité. Après la période de la Commune de Paris, le calme revenu, Dieulafoy peut utiliser son droit à deux années supplémentaires d’internat.
En 1872, il épouse sa cousine, Mlle Claire Bessaignet, chez les parents de laquelle il est hébergé depuis son arrivée à Paris. Le jeune couple s’installe rue Caumartin et les années qui suivent sont consacrées au travail et en particulier la préparation du concours d’agrégation. Après un premier échec en 1872, il est reçu en 1875 professeur agrégé puis l’année suivante médecin des hôpitaux.
Nommé tout d’abord chef de service à l’hôpital Tenon en 1879, il passe en 1879 à Saint-Antoine et en 1886 à l’hôpital Necker. En 1887, il succède à Alfred Hardy, atteint par la limite d’âge, comme professeur de pathologie interne. En 1896, Dieulafoy est choisi pour succéder à Germain Sée (1818-1896), qui, âgé de 78 ans, quittait la chaire de clinique médicale de l’Hôtel-Dieu. Malgré son souhait de voir transférer la chaire à Necker, il accepte ce poste prestigieux qu’avait occupé Armand Trousseau.

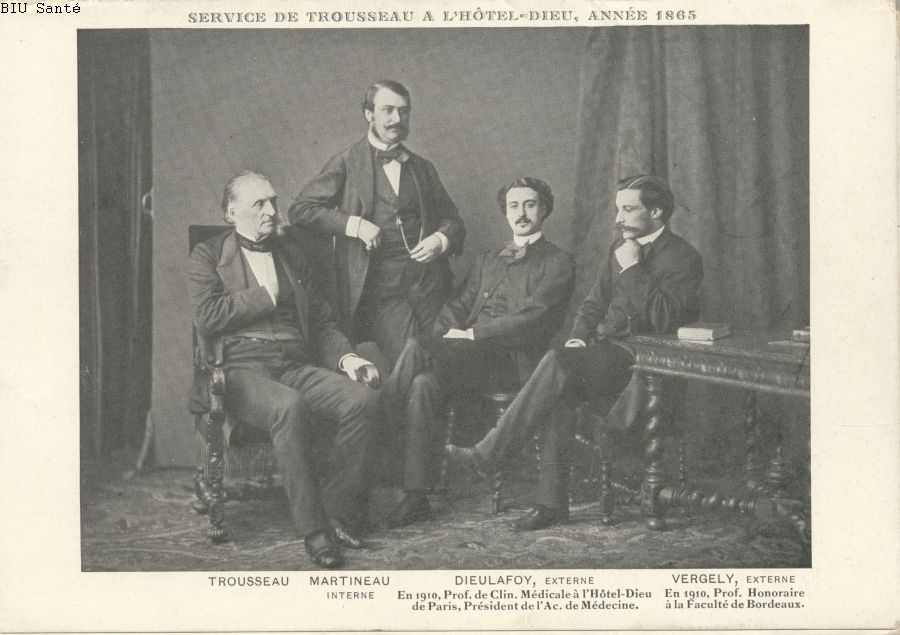
Trousseau, Martineau, Dieulafoy et Vergely - Hôtel Dieu de Paris (année 1865), in: Les Biographies médicales. Notes pour servir à l'histoire de la médecine et des grands médecins, J.-B. Baillière (Paris), [s.d.].

Il obtient tout d’abord que d’importants travaux de rénovation soient entrepris afin d’augmenter le nombre de places de l’amphithéâtre où s’entassait, chaque semaine, un nombre de plus en plus grand d’étudiants ou de médecins confirmés. Puis il demande que cette salle obtint le nom de Trousseau et il fait placer un buste de son maître, face au public. Ces leçons magistrales avaient lieu le samedi de dix heures trente à onze heures trente et parfois midi. Le mercredi est consacré à une présentation de malades par l’un des chefs de clinique et Dieulafoy en fait la critique et donnait ses propres conclusions. Les lundi, mardi, jeudi et vendredi a lieu une visite approfondie du service d’hospitalisation qui compte cinquante lits d'hommes et trente de femmes. Ces visites sont suivies par une assistance considérable et l’enseignement a lieu au lit du malade. Chaque matin, vers neuf heures trente, le coupé attelé de deux chevaux entrait dans la cour de l'Hôtel-Dieu et l’arrivée du « patron » était annoncée par une cloche et tous les membres de l’équipe médicale rejoignaient son bureau, où étaient rapidement exposés les événements de la nuit.
Cette époque est l’apogée de son activité et de sa renommée. Il avait quitté la rue de Caumartin pour un bel hôtel particulier qu’il avait fait construire au 38 de l'avenue Montaigne, dans le quartier des Champs-Élysées. La décoration en est particulièrement riche avec de nombreux marbres et bronzes dans le hall d'entrée, alors que les salons sont notamment ornés d’œuvres de Jean-François Millet, Eugène Delacroix ou Jean-Baptiste Corot.
Il mène une vie réglée. Tous les matins, à huit heures, un coupé blanc qui le conduit d’abord, rue de Ponthieu, où réside sa mère qui s’était installée à Paris après le décès de son mari (pour se rapprocher de ses deux fils, Georges et Marcel). Après ce moment de visite filiale, il se rend chez un ou deux fidèles clients avant d’arriver à l’hôpital vers neuf heures trente. L’après-midi est réservé aux consultations qui sont données au premier étage de l’hôtel de la rue Montaigne (actuelle rue Jean-Mermoz). Sa clientèle est essentiellement recrutée dans la noblesse, le haut commerce et la haute bourgeoisie.
Très rarement l'hôtel particulier s'ouvre pour des réceptions ou des dîners, à l’occasion de congrès ou de passages à Paris de personnalités médicales de province ou de l’étranger. Tous les ans, il prend plaisir à réunir à sa table tous ses anciens internes et leurs épouses. Sans enfant, Dieulafoy est profondément attaché à ses élèves. Il a une grande satisfaction de suivre leur ascension tels, parmi les chirurgiens, Georges Marion ou parmi les médecins des hôpitaux, Charles Gandy, Eugène Apert ou Maurice Loeper,.
Il est contraint de quitter l'Hôtel-Dieu a l’âge de soixante dix ans, en 1909 Mais il poursuivit son activité médicale et son enseignement au dispensaire Léon-Bourgeois qui vient d’ouvrir à l’hôpital Laennec et dont il prit la direction médicale. Élu à l'Académie nationale de médecine en 1890, Dieulafoy en devient le président en 1910.
C’est à partir de cette année-là que sa santé décline peu à peu et un incident plus grave l’immobilise fin juillet 1911. Il succombe le 16 août en son domicile dans le 8e arrondissement. Ses obsèques sont célébrées le samedi 19 août, en l'église Saint-Pierre-de-Chaillot, au milieu d'une foule considérable. Armand Fallières, président de la République, et Théodore Steeg, ministre de l'Instruction publique, se font représenter à la cérémonie. Il est inhumé au cimetière de Montmartre. Un hommage lui est rendu à l’Académie de médecine, en octobre.
Georges Dieulafoy acquiert une célébrité nationale et internationale par les nombreuses traductions (en anglais, en allemand et en espagnol) de ses traités médicaux. L'écrivain français Marcel Proust en parle en termes élogieux dans son œuvre À la recherche du temps perdu (notamment dans la partie intitulée Le Côté de Guermantes). À l'occasion de la maladie et du déclin de la grand-mère du narrateur, on peut lire : « Avez-vous fait venir Dieulafoy ? Ah ! c'est une grave erreur… Grand médecin, professeur merveilleux … Il était le tact, l'intelligence et la bonté mêmes. Cet homme éminent n'est plus. »
Paul Georges Delafoy est inhumé le 19 août 1911 au cimetière de Montmartre (division 25)

## Hommage
La rue Dieulafoy dans le 13e arrondissement de Paris, ouverte en 1912 au voisinage de l’hôpital de la Croix-Rouge (aujourd'hui hôpital privé des Peupliers), porte son nom en son hommage.

## Travaux scientifiques

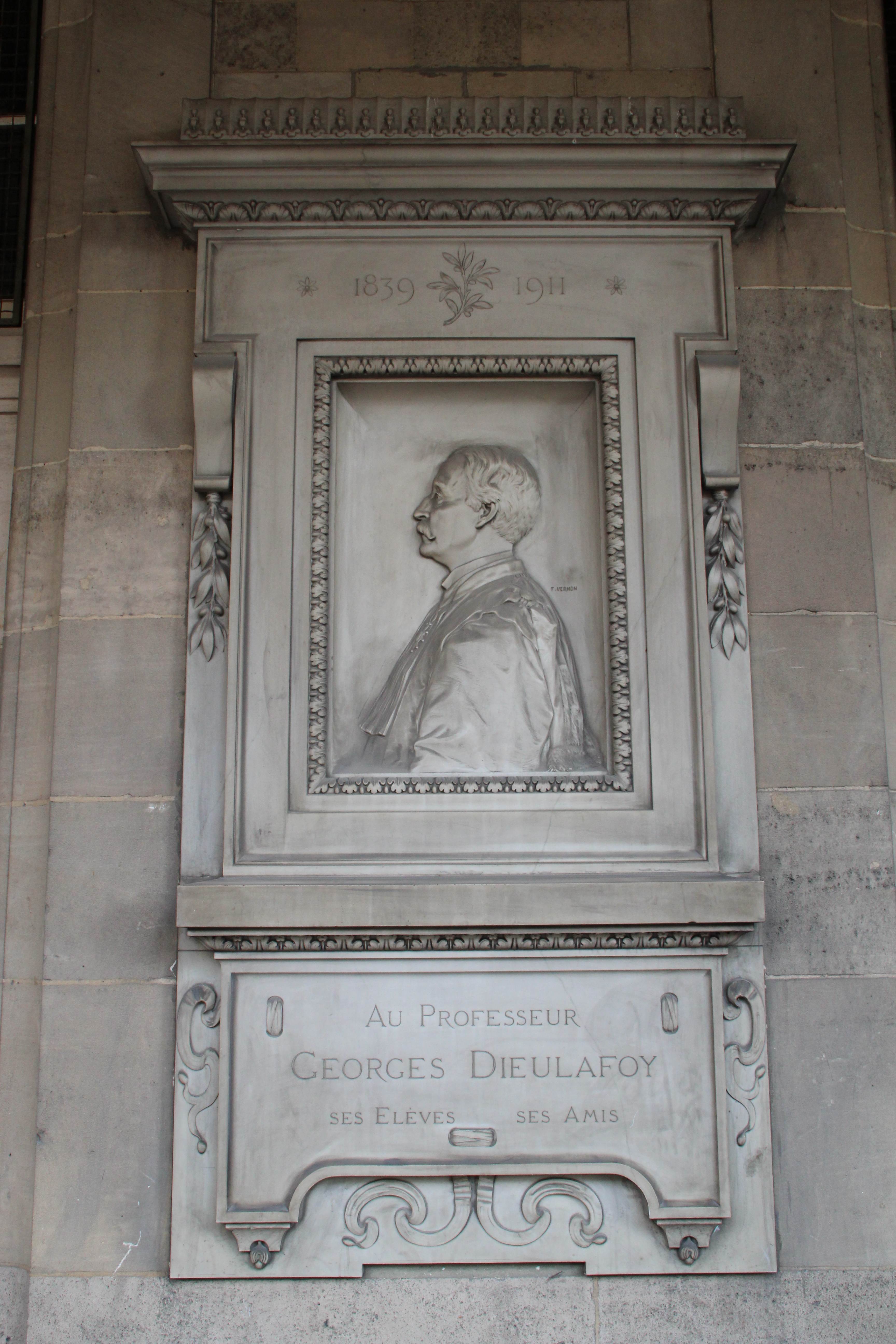
Plaque commémorative à l'Hôtel-Dieu de Paris.

C’est tout d’abord, en 1869, qu’il perfectionne la technique de la thoracentèse utilisée par Trousseau dans le traitement des pleurésies en mettant au point un aspirateur qui permettant de réaliser des ponctions évacuatrices, le « vide à la main ». Cet ingénieux appareil est détrôné par l’aspirateur de Potain qui permet une évacuation plus continue. En 1872 il publie: « Diagnostic et traitement des épanchements aigus et chroniques de la plèvre par aspiration » et en 1873, un Traité de l’aspiration des liquides morbides. C'est dans l'exercice d'une telle ponction qu'il est représenté en 1908 par le caricaturiste Hector Moloch.
Dieulafoy a surtout laissé un Manuel de Pathologie interne qui, pendant trente ans, a été le vademecum de nombreuses générations d’étudiants. Publié initialement en 1880, ce manuel connaît, jusqu’en 1911, seize éditions de mises à jour et il fut pendant longtemps le résumé des connaissances de l’époque. Ce traité de pathologie aborde toutes les affections connues et l’on doit à Dieulafoy de nombreuses avancées. Par exemple, l’analyse clinique des symptômes du « mal de Bright » (insuffisance rénale chronique) est donnée dans le détail, alors que le dosage de l’urée dans le sang n’était pas d’actualité. Il fait la a distinction entre hématémèse et gastrorragie que l’on voit dans l’exulcération simple de l’estomac, connue aujourd’hui sous le nom d'ulcère de Dieulafoy.
Son nom reste essentiellement attaché à l’appendicite, dont il a donné, en mars 1896, une description qui est toujours d’actualité et la « triade de Dieulafoy » : douleur de la fosse iliaque droite, défense, hyperesthésie. Elle est toujours enseignée dans les traités de sémiologie. Il insiste particulièrement sur l’urgence chirurgicale que représentait l'inflammation aiguë de l'appendice tout en étant opposé aux interventions inutiles pour traiter l’hypothétique appendicite chronique. Les partisans de l’opération à « chaud » et ceux de l’intervention à « froid » s’opposèrent longtemps dans des débats passionnés à l'Académie nationale de médecine.
Dieulafoy est non seulement un clinicien de talent, mais il s'informe des progrès réalisés dans les examens de laboratoires. Il s'attache à appliquer à la médecine les découvertes fondamentales de Louis Pasteur. Il en reconnait la valeur tout comme Joseph Lister, promoteur l’antisepsie qui bouleverse la chirurgie.

## Titres et distinctions
- Commandeur de la Légion d'honneur[18],[19] le 29 décembre 1898.

## Éponymie
- lésion (ou malformation vasculaire) de Dieulafoy[20]
- ulcère de Dieulafoy[21] ou maladie de Dieulafoy
- « drame abdominal » de Dieulafoy[22]: pancréatite sévère, « caractérisé[e] par la survenue lors d’un repas copieux de douleurs épigastriques extrêmement vives, continues, avec des vomissements alimentaires. »[23]
- appendicite toxique de Dieulafoy
- triade de Dieulafoy[24]
- théorie du « vase clos » de Dieulafoy
- aspirateur (ou appareil) de Dieulafoy[25]

## Œuvres et publications

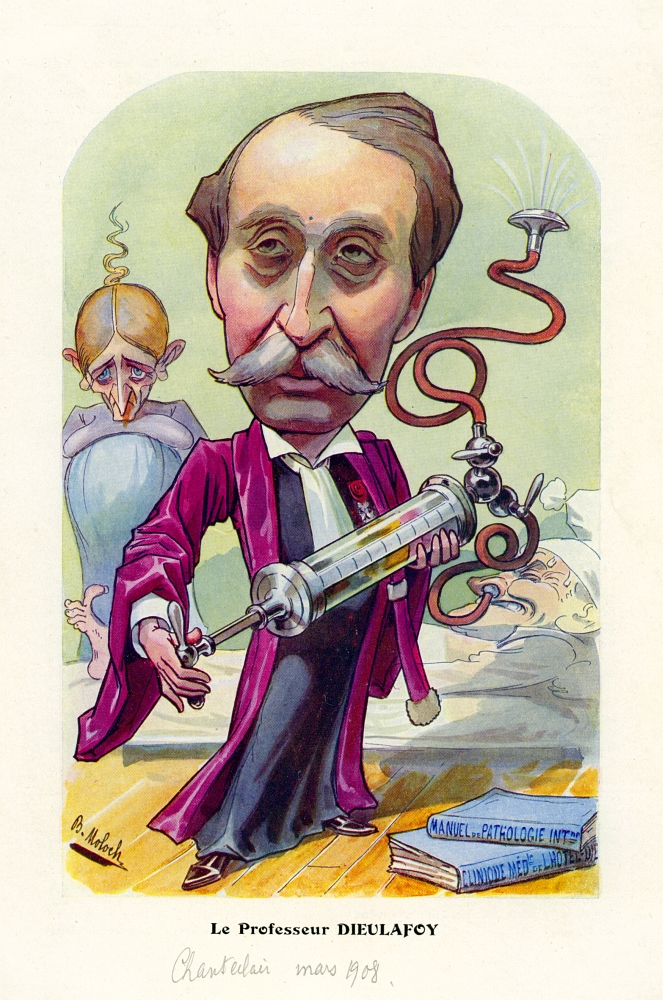
« Le Professeur Dieulafoy » par Hector Moloch (alias B. Moloch) dans la revue Chanteclair (mars 1908).

- De la mort subite dans la fièvre typhoïde, [thèse de médecine de Paris no 108], A. Parent (Paris), 1869, Texte intégral, et V. Masson (Paris), 1869 lire en ligne sur Gallica.
- De l'Aspiration pneumatique sous-cutanée, méthode de diagnostic et de traitement, V. Masson (Paris), 1870, in-8° , 14 p. et planches, lire en ligne sur Gallica.
- De la contagion, [Thèse d’agrégation], Masson (Paris), 1872.
- Du Diagnostic et du traitement des kystes hydatiques et des abcès de foie par aspiration, G. Masson (Paris), 1872, in-8° , 39 p. et planches, lire en ligne sur Gallica.
- Traité de l'aspiration des liquides morbides, [méthode médico-chirurgicale de diagnostic et de traitement : kystes et abcès du foie, hernie étranglée, rétention d'urine, péricardite, pleurésie, hydarthrose, etc], G. Masson (Paris), 1873, in-8° , 483 p. lire en ligne sur Gallica.
- Du progrès réalisée par la physiologie expérimentale dans la connaissance des maladies du système nerveux, 1875.
- De la thoracentése, par aspiration dans la pleurésie aiguë, G. Masson (Paris), 1878.
- Exposé des titres et travaux scientifiques, G. Masson (Paris), 1886, Texte intégral.
- Etude sur le Brightisme, petits accidents du mal de Bright, Masson (Paris), 1893, 40 p.
- Manuel de pathologie interne, vol., G. Masson (Paris), 1895:

1. Tome premier, lire en ligne sur Gallica.
2. Tome deuxième, lire en ligne sur Gallica.
3. Tome troisième, lire en ligne sur Gallica et Masson et Cie (Paris), 1911, lire en ligne sur Gallica.
4. Tome quatrième, lire en ligne sur Gallica.

- Clinique médicale de l'Hotel-Dieu de Paris, Masson (Paris), 1898, Texte intégral.
- « Exulceratio simplex. L’intervention chirurgicale dans les hématémèses foudroyantes consécutives à l’exulcération simple de l’estomac », Bull Acad Med, 1898; 39:49–84, lire en ligne sur Gallica.

En collaboration
- avec Maurice Krishaber: De l'inoculation du tubercule par le singe, G. Masson (Paris), 1883, 38 p.

Préface
- Louis Rénon: Étude sur l'aspergillose chez les animaux et chez l'homme, Masson (Paris), 1897, 301 p. lire en ligne sur Gallica.
- Alfred Pousson: Chirurgie des néphrites, O. Doin et fils (Paris), 1909, lire en ligne sur Gallica.

## Bibliographie

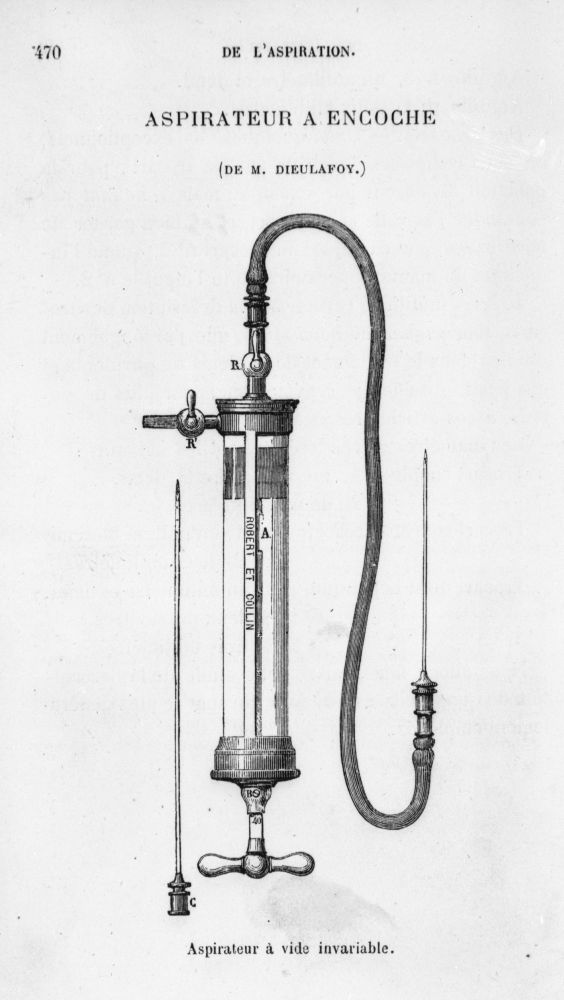
Aspirateur à encoche (aspirateur à vide invariable).